# Roosevelt Island
Cet article concerne l'île de la ville de New York. Pour les autres îles portant ce nom, voir île Roosevelt.
Roosevelt Island est une île étroite, située sur l'East River à New York, entre les arrondissements de Manhattan (dont elle dépend administrativement) et de Queens (sur Long Island).
L'île a d'abord été appelée Minnahanock par les Nord-Amérindiens, puis Manning's Island (1666-1686), Blackwell Island (1686-1921), et Welfare Island (1921-1973, avant de prendre son nom actuel.

## Géographie
Longue d'environ 3 kilomètres, sa largeur maximale est seulement de 240 mètres, pour une superficie de 0,6 km2, l'île est peuplée d'environ 10 000 habitants.

## Histoire
Appelée Minnahanock par les Nord-Amérindiens avant la colonisation, elle a porté le nom de Manning's Island de 1666 à 1686, Blackwell Island de 1686 à 1921, Welfare Island de 1921 jusqu'en 1973, date à laquelle elle est rebaptisée en l'honneur du président Franklin Delano Roosevelt.
Outre un pénitencier qui a été fermé en 1935, l'île a longtemps été occupée par des hôpitaux ou des asiles. Il existe encore un centre hospitalier : le Coler-Goldwater Specialty Hospital and Nursing Facility au nord.
Depuis les années 1970, le logement s'y est développé avec l'apparition d'immeubles résidentiels.

## Transports
Roosevelt Island est desservie par transports en commun :
- par une station de la ligne F du métro qui relie les arrondissements de Manhattan et de Queens ;
- par les bus de la ligne Q112 de la MTA (RBO), tout comme ceux des Red Bus de la Roosevelt Island Operating Corporation (en) ;
- par un téléphérique, le Roosevelt Island Tramway mis en service en 1976, qui relie l'île à Manhattan[1] ;
- par un ferry qui assure la connexion Astoria-Roosevelt Island-Long Island City depuis mai 2017[2].

L'île est reliée au quartier de Queens par un pont, le Roosevelt Island Bridge et est traversée par le pont de Queensboro qui relie Manhattan à Queens, sans que celui-ci ne la desserve.

## Monuments et sites
À l'extrémité nord de l'île se trouve le phare de Blackwell Island, construit en 1872. Son extrémité sud est occupé par les ruines du Smallpox Hospital fermé depuis les années 1950 et qui, comme son nom l'indique en anglais, était spécialisé dans le traitement de la variole.
L'Octagone (en) est une rotonde construite en 1834 et qui servait de porte d'entrée à l'asile psychiatrique de New York (New York City Lunatic Asylum). Le bâtiment a été ajouté au Registre national des lieux historiques des États-Unis en 1972.

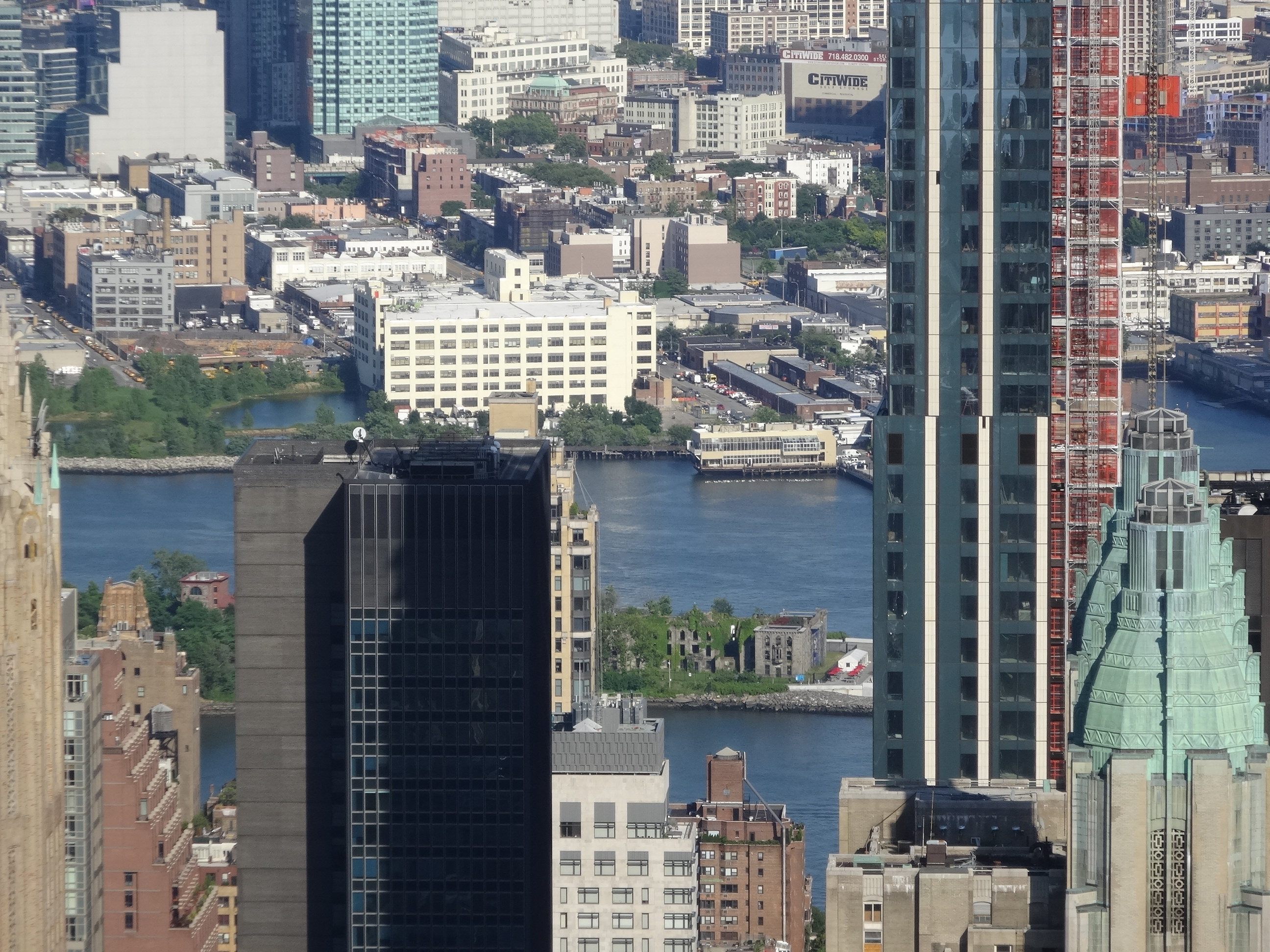
Ruines du Smallpox Hospital vues depuis la terrasse panoramique du Comcast Building.
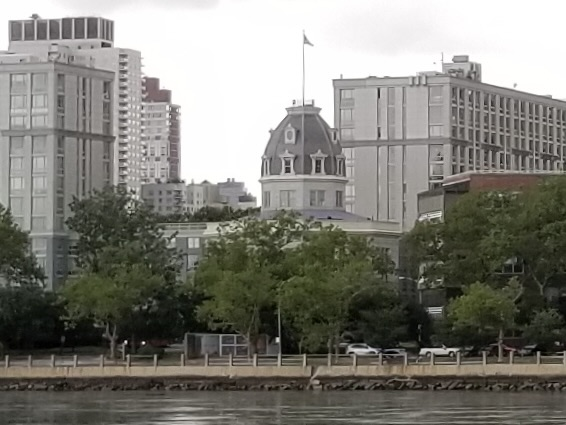
L'Octagone.

## Éducation
Le Département de l'Éducation de la Ville de New York gère le P.S. 217/I.S. 217 Roosevelt Island School.
En septembre 2017, le nouveau campus Cornell Tech ouvre ses portes sur Roosevelt Island. Ce projet, appuyé par le maire Michael Bloomberg au lendemain de la crise financière de 2008 et le président de l'université Cornell David J. Skorton, est réalisé en partenariat avec la Technion,. Le projet, dont le coût s'élève à $2 milliards (considéré comme le campus « le plus cher du monde »), est considéré comme un accélérateur pour le développement de l'immobilier commercial et résidentiel sur l'île. Dès l'ouverture du campus, un appartement situé sur l'île a été vendu pour $1,87 million, un record pour Roosevelt Island et ses quartiers environnants.

## Dans la culture populaire
- L'île apparaît dans les jeux vidéos Grand Theft Auto 4 et Grand Theft Auto: Chinatown Wars sous le nom de Colony Island.
- Au début du film Gangs of New York, le jeune Amsterdam Vallon est enfermé dans un camp de redressement pour enfants sur Blackwell Island.

## Galerie

Pont de Queensboro franchissant Roosevelt Island.
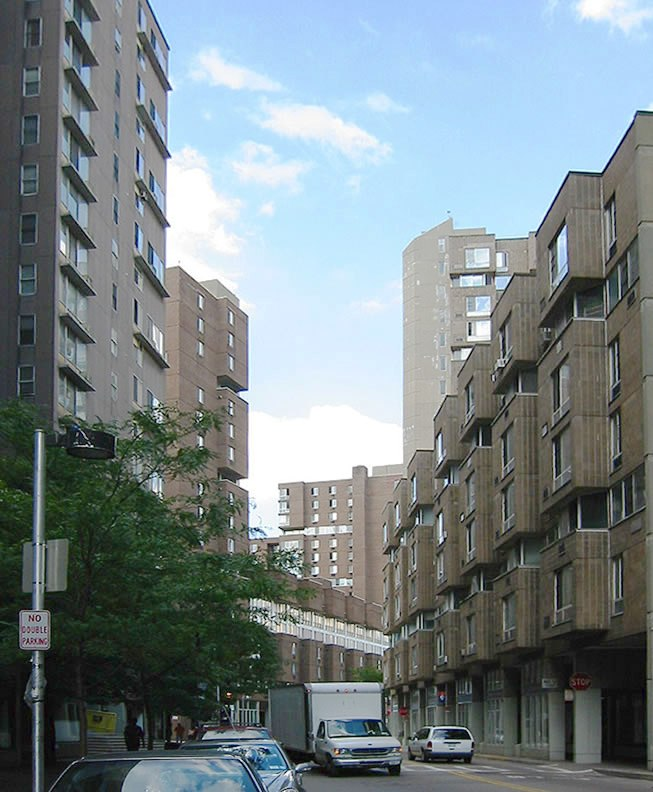
Main Street (« rue principale ») de Roosevelt Island.
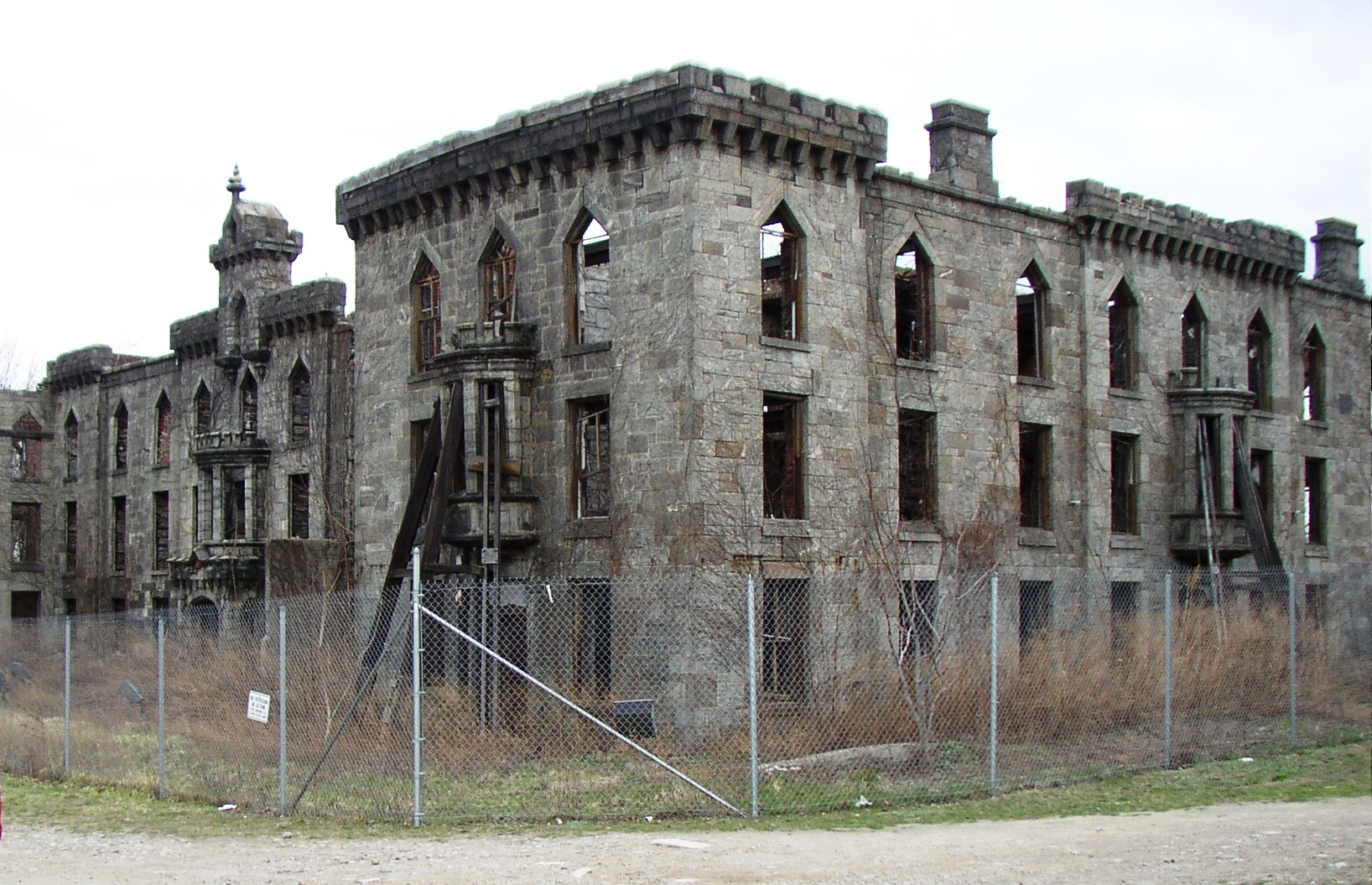
Ruines du Renwick Smallpox Hospital (2006).
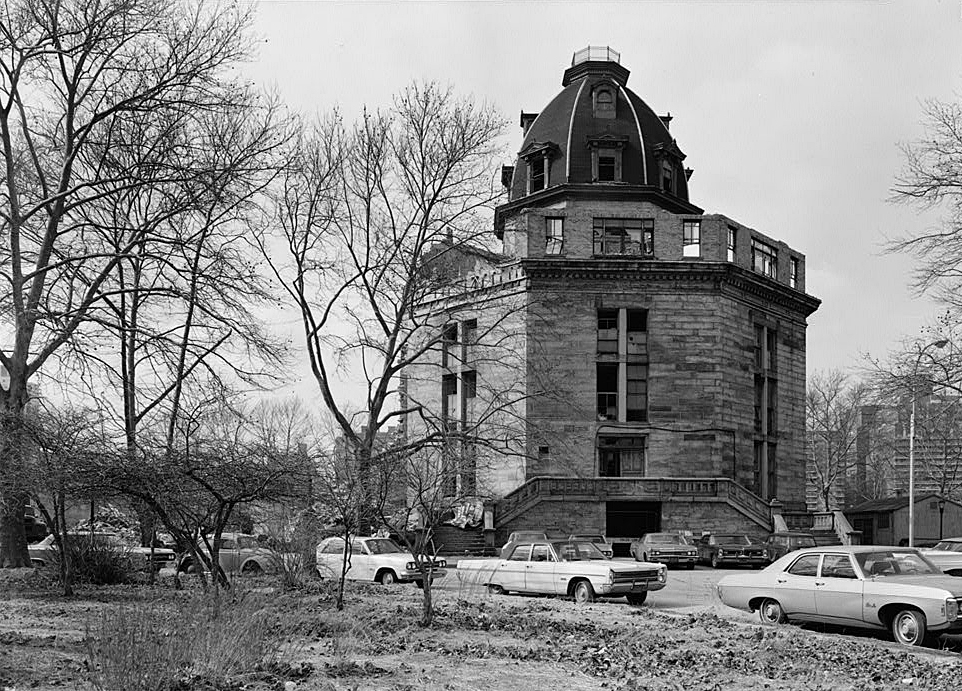
Extérieur de la Rotonde (mai 1970).
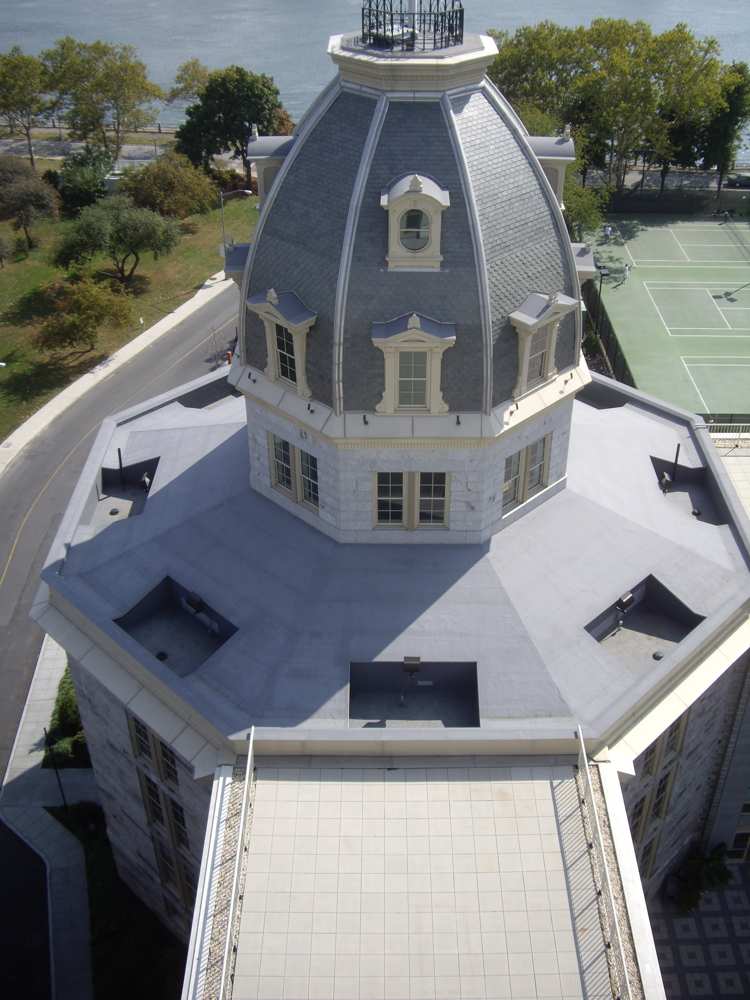
L'Octagone (en) rénové (2007).
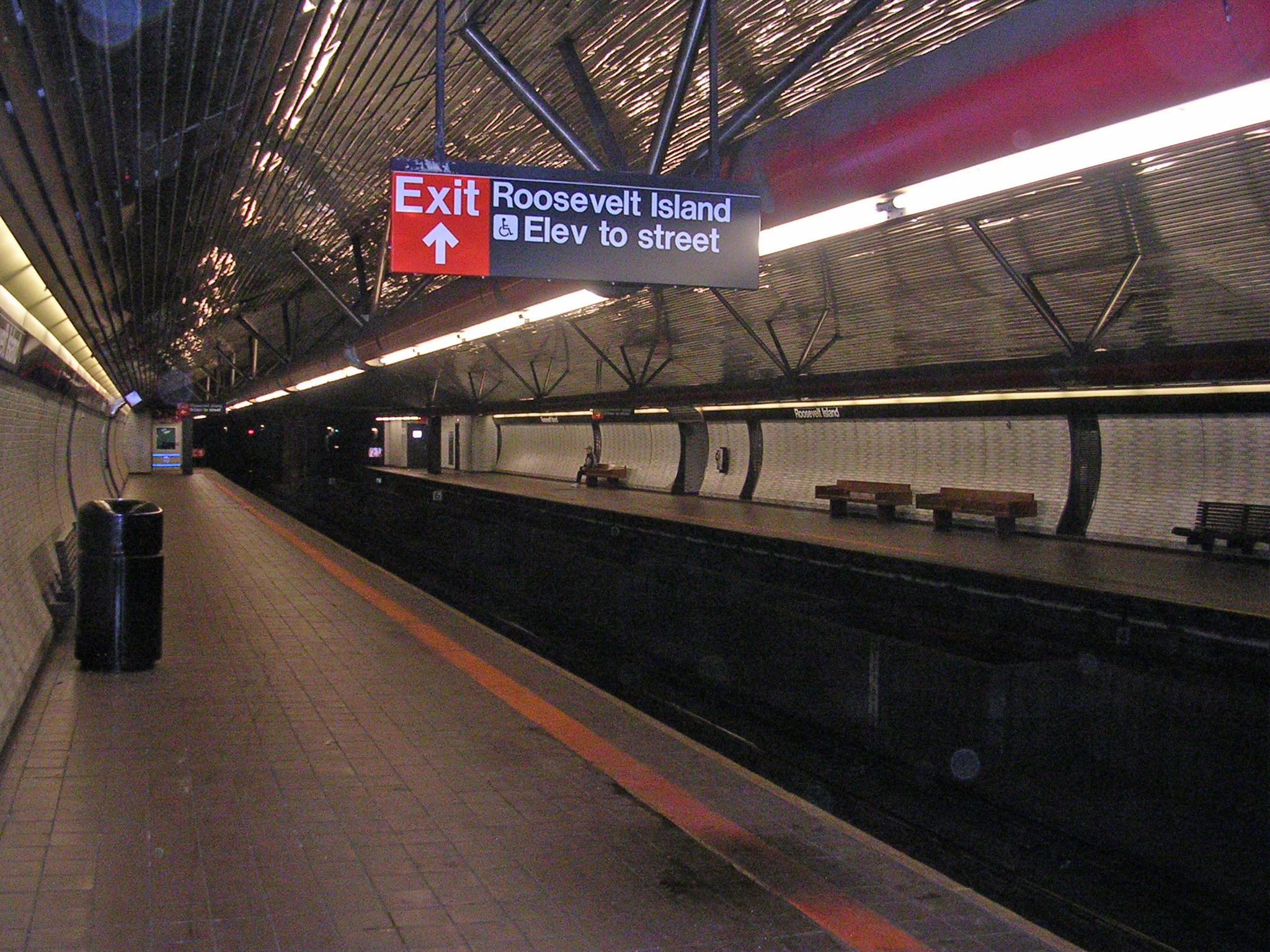
Station de métro Roosevelt Island.
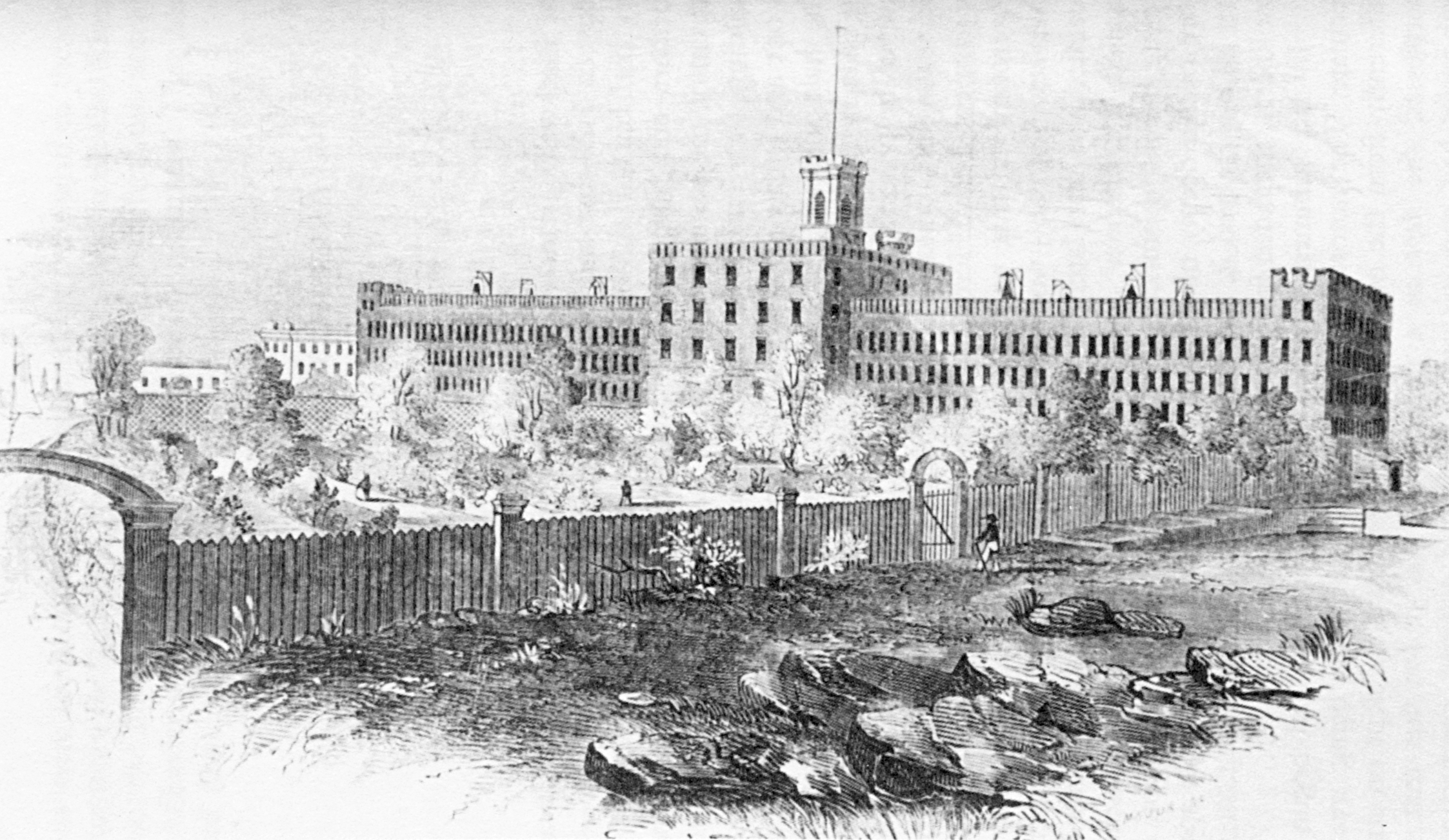
La prison Blackwell (1853).
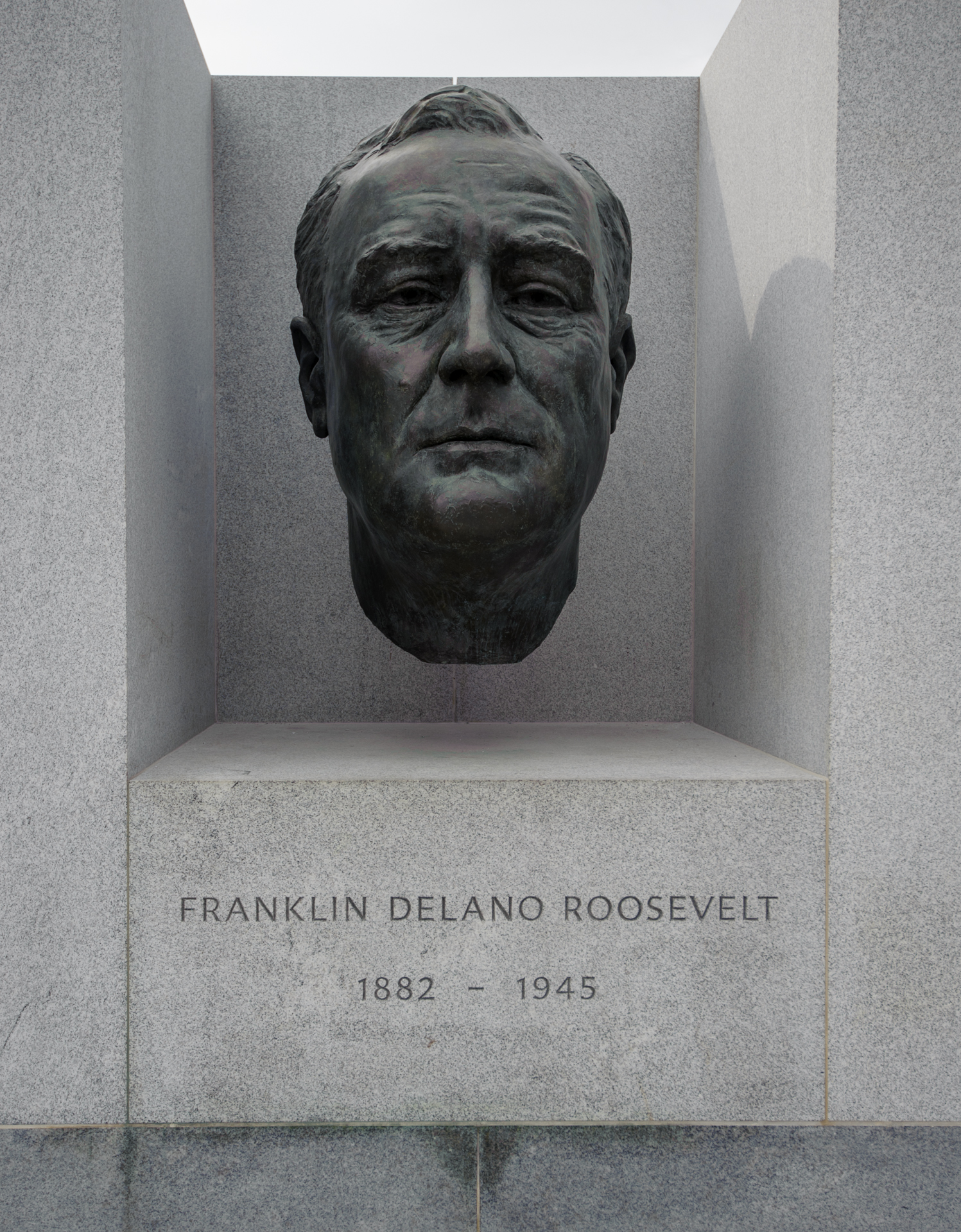
Buste de Franklin Delano Roosevelt sur Roosevelt Island.
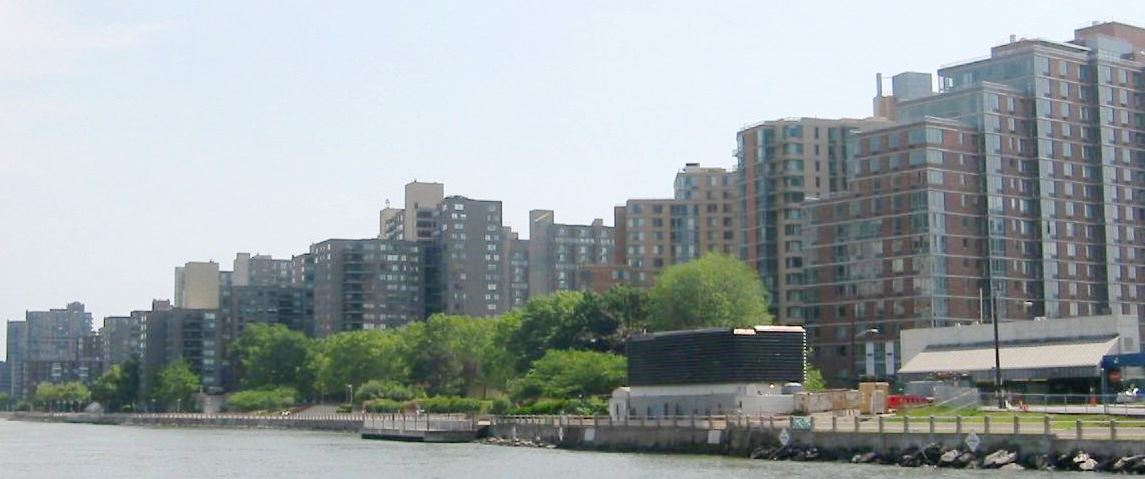
Bâtiments résidentiels sur l'île.